# Tempelj Atene Nike
Tempelj Atene Nike (grško: Ναός Αθηνάς Νίκης) je tempelj na Akropoli v Atenah. Zgrajen je bil okoli 420 pr. n. št. in je prvi v celoti zgrajen jonski tempelj na Akropoli. Ima pomembno lego na strmem bastijonu v jugozahodnem kotu Akropole desno od vhoda, propilej. V nasprotju s pravo akropolo, ko se v obzidano svetišče vstopi skozi propileje, je tempelj Nike odprt in se vstopa z jugozahodnega krila propilej in z ozkih stopnic na severu. Strma stena utrdbe ga zaščiti na severu, zahodu in jugu z ograjo Nike, ki se tako imenuje po frizu Nika praznuje zmago in žrtvovanju njihove zavetnice Atene Nike.
Nike pomeni zmaga v grščini in Ateno so častili v tej obliki kot boginjo zmage v vojni in modrosti. Državljani so častili boginjo v upanju na uspešen izid dolge peloponeške vojne, v kateri so se borili na kopnem in morju proti Špartancem in njihovim zaveznikom.

## Zgodovina templja
V 6. stoletju pred našim štetjem je bil ustanovljen kult Atene Nike in zgrajen majhen tempelj s pomočjo mikenske utrdbe in kiklopskega zidu. Potem ko so tempelj porušili Perzijci leta 480 pr. n. št., je bil iz ostankov zgrajen nov tempelj. Nova gradnja templja se je začela leta 449 in končala okoli 420 pr. n. št.
Tempelj je bil nedotaknjen, dokler ni bil porušen leta 1686, ko so Turki uporabljali kamne za gradnjo obrambe. Po osamosvojitvi Grčije leta 1834 je bil tempelj rekonstruiran. Leta 1998 je bil tempelj razstavljen, tako da so bila zdrobljena betonska tla zamenjana, friz odstranjen, postavljen je bil v Novem muzeju Akropole, ki je bil odprt leta 2009.  Tempelj Atene Nike je pogosto zaprt zaradi prizadevanj za ohranitev. Nova muzejska predstavitev je sestavljena iz drobcev pred perzijskim uničenjem 480 pred našim štetjem. Skulpture iz friza so ohranjene kot: junaštva Herkula, kip Moskoforja ali moškega, ki nese teleta, poškodovan kip boginje, ki ga pripisujejo Praksitelu, in konjenik Rampin, epigrafska posvetila, odloki in stele. 

## Arhitektura
Tempelj Atene Nike je bil zgrajen v tetrastilu (štirje stebri). To je jonska struktura s kolonadnim portikom na obeh sprednjih in zadnjih fasadah (amfiprostil), ki ga je zasnoval arhitekt Kalikrat. Stebri vzdolž vzhodne in zahodne fasade so monolitni. Tempelj je 8,2 metra dolg,  5,5 metra širok in 7 metrov visok. Skupna višina od stilobata do pedimenta je 7 metrov. Razmerje med višino in premerom stebrov je 7 : 1, kar ustvarja eleganco in je normalno 9 : 1 ali 10 : 1 za jonske zgradbe. Izdelan je iz belega pentelikonskega marmorja. Grajen je bil postopoma, kot so dopuščala finančna sredstva, ki jih je bilo po vojni bolj malo.

## Kult kipa in friz
Slavni friz Atene, ki obuva svoje sandale, je primer vlažne draperije. Vlažna draperija prikazuje obliko telesa, ampak tudi prikriva telo z draperiranim oblačilom. Nekateri frizi so iz perzijske in peloponeške vojne. Frizi vsebujejo prizor konjenice iz bitke pri Maratonu in grško zmago nad Perzijci v bitki pri Platajah. Bitke predstavljajo grško in atensko prevlado vojaške moči in zgodovinske dogodke.  
Kip Nike je stal v celi oziroma naosu. Nike je bila prvotno "krilata boginja zmage" (Samotraška Nike). Sprva ni imela kril in  so jo Atenci imenovali Nike Apteros ali zmaga brez kril in nastala je zgodba, da so bila kipu odvzeta krila, da nikoli ne bi zapustila mesta.
Frizi v ogredju so bili okrašeni na vseh straneh z reliefnim kiparstvom v idealiziranem klasičnem slogu 5. stoletja pred našim štetjem. Severni friz prikazuje bitke med Grki s konjenico. Južni friz kaže odločilno zmago nad Perzijci v bitki pri Platajah. Vzhodni friz kaže bogove Ateno, Zevsa in Pozejdona, ki naj bi vrnili Atencem versko prepričanje in čaščenje bogov v družbenem in političnem ozračju 5. stoletja v Atenah.
Nekaj časa po dokončanju templja, okoli 410 pred našim štetjem, je bila okoli njega ograja, da bi ljudem preprečila padec po strmem bastijonu. Njena zunanjost je bila okrašena z izrezljanimi reliefnimi skulpturami, ki kažejo Nike pri različnih dejavnostih.
Arhitekta Christian Hansen in Eduard Schaubert sta izkopala tempelj leta 1830. Stavba je bila popolnoma razstavljena v 17. stoletju in kamen uporabljen za turški zid, ki obdaja hrib. Enostavna anastiloza (grško ana − ponovno, stilos – steber) je bila narejenaļ leta 1836, ko je bil tempelj ponovno zgrajen iz preostalih delov. Tretja obnova je bila končana poleti 2010.  Glavna struktura, stilobat in stebri so v glavnem nedotaknjeni, ni strehe in večine timpanona. Fragmenti oblikovanega friza so razstavljeni v Muzeju Akropole in Britanskem muzeju; kopije so nameščene na templju.